# Fernand Khnopff
Fernand Edmond Jean Marie Khnopff (Grembergen, 12 de setembro de 1858 - Bruxelas, 12 de novembro de 1921) foi um pintor simbolista belga.

## Vida

### Juventude e formação
Fernand Khnopff nasceu em uma família rica, que, por várias gerações, fez parte da alta burguesia belga. Seus ancestrais viviam na área de Vossenhoek de Grembergen Flanders desde o início do século XVII, mas eram de ascendências austríaca e portuguesa. Desde cedo, o jovem Fernand estava destinado a ter uma carreira jurídica, uma vez que a maioria dos membros masculinos de sua família eram advogados ou juízes. Em sua primeira infância (1859-1864), Khnopff morou na cidade de Bruges, capital da província de Flanders, onde seu pai foi nomeado substituto do procurador-geral do rei. As suas memórias desta cidade medieval desempenhariam um papel significativo em seu trabalho posterior. Além disso, Fernand Khnopff passou parte de suas férias de verão na aldeia de Tillet, não tão longe de Bastogne, na província de Luxemburgo, onde seus avós maternos possuíam uma propriedade. Ele pintou vários pontos de vista desta aldeia.
Em 1864, a família mudou-se para Bruxelas. Para agradar seus pais, Fernand entrou para a faculdade de direito da Free University of Brussels (atualmente divida em duas: Université Libre de Bruxelles e Vrije Universiteit Brussel) aos 18 anos. Durante este período, desenvolveu paixão pela literatura, descobrindo as obras de Baudelaire, Flaubert, Leconte de Lisle, dentre outros autores franceses. Juntamente com seu irmão mais novo, Georges Khnopff - outro amador apaixonado por música contemporânea e poesia - começou a frequentar o Jeune Belgique (Jovem Belga), um grupo de jovens escritores, que contava com as presenças de Max Waller, Georges Rodenbach, Iwan Gilkin e Emile Verhaeren.
Em "A carícia" (1896) representa o mito de Édipo e da Esfinge, representada por uma criatura com cabeça de mulher e corpo de chita (muitas vezes, erroneamente identificada como um leopardo).
A utilização das chitas como animais de estimação exóticos é representada, por exemplo, numa peça de escultura art déco de cerca de 1925, da Wiener Werkstätte (oficina de Viena).